# Гулачи, Петер
Пе́тер Гу́лачи (венг. Gulácsi Péter; род. 6 мая 1990, Будапешт) — венгерский футболист, вратарь «РБ Лейпциг» и сборной Венгрии. Участник двух чемпионатов Европы (2020 и 2024).

## Клубная карьера
Как и двое других венгров в «Ливерпуле», Андраш Шимон и Кристиан Немет, Гулачи был приобретён у МТК. Летом 2007 года он был взят в аренду с опцией преимущества при покупке, которой «Ливерпуль» воспользовался через год. За все время пребывания в стане «красных» за основную команду сыграть Гулачи так и не довелось, все время он провёл в составе дублирующей команды либо в очередной аренде. Зимой 2009 года Гулачи, арендованный «Херефордом», отправился в Первую лигу Англии, где сыграл большинство матчей второго круга. В апреле 2010 года был арендован другим представителем Первой лиги — «Транмир Роверс». Перед началом сезона 2011/12, так же на правах аренды, присоединился к «Халл Сити» из Чемпионшипа. По окончании контракта с «Ливерпулем» в июне 2013 года свободным агентом перешёл в «Ред Булл» из Зальцбурга, где сразу занял место основного голкипера. По окончании сезона 2013/14 был признан лучшим вратарем австрийской Бундеслиги. Отыграв в команде ещё один сезон, перешёл в «РБ Лейпциг».

## Карьера в сборной
Гулачи выступал за сборные Венгрии нескольких возрастов. В мае 2008 года был вызван в первую сборную на матч с Хорватией, но остался на скамье запасных. В июле того же года был основным голкипером сборной до 19 лет на чемпионате Европы, где Венгрия дошла до полуфинала, уступив дорогу в финал итальянцам. Дебют за основную сборную Венгрии состоялся в товарищеском матче в 2014 году против сборной Дании, игра закончилась вничью 2:2.
Был включён в заявку сборной Венгрии на Чемпионат Европы 2016 года в качестве запасного вратаря. После ухода из сборной Габора Кирая Гулачи стал основным вратарём национальной команды. 19 мая 2025 года объявил о завершении карьеры в национальной сборной.

## Достижения
«Ред Булл» Зальцбург
- Чемпион Австрии (2): 2013/14, 2014/15
- Обладатель Кубка Австрии (2): 2013/14, 2014/15

«РБ Лейпциг»
- Обладатель Кубка Германии (2): 2021/22, 2022/23

Венгрия (до 20)
- Бронзовый призёр молодёжного чемпионата мира: 2009